# Légnedvesítő

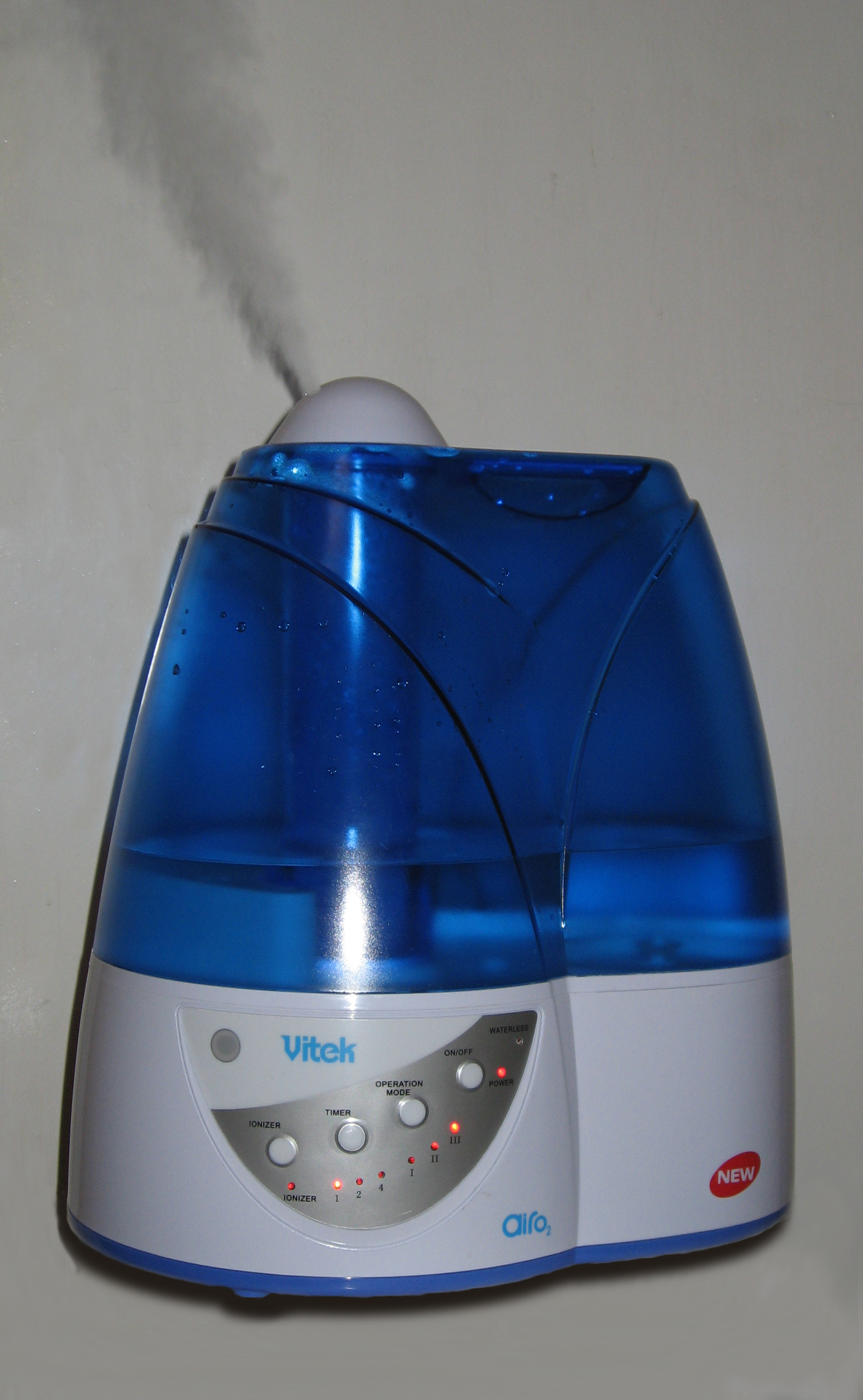
Ultrahangos légnedvesítő

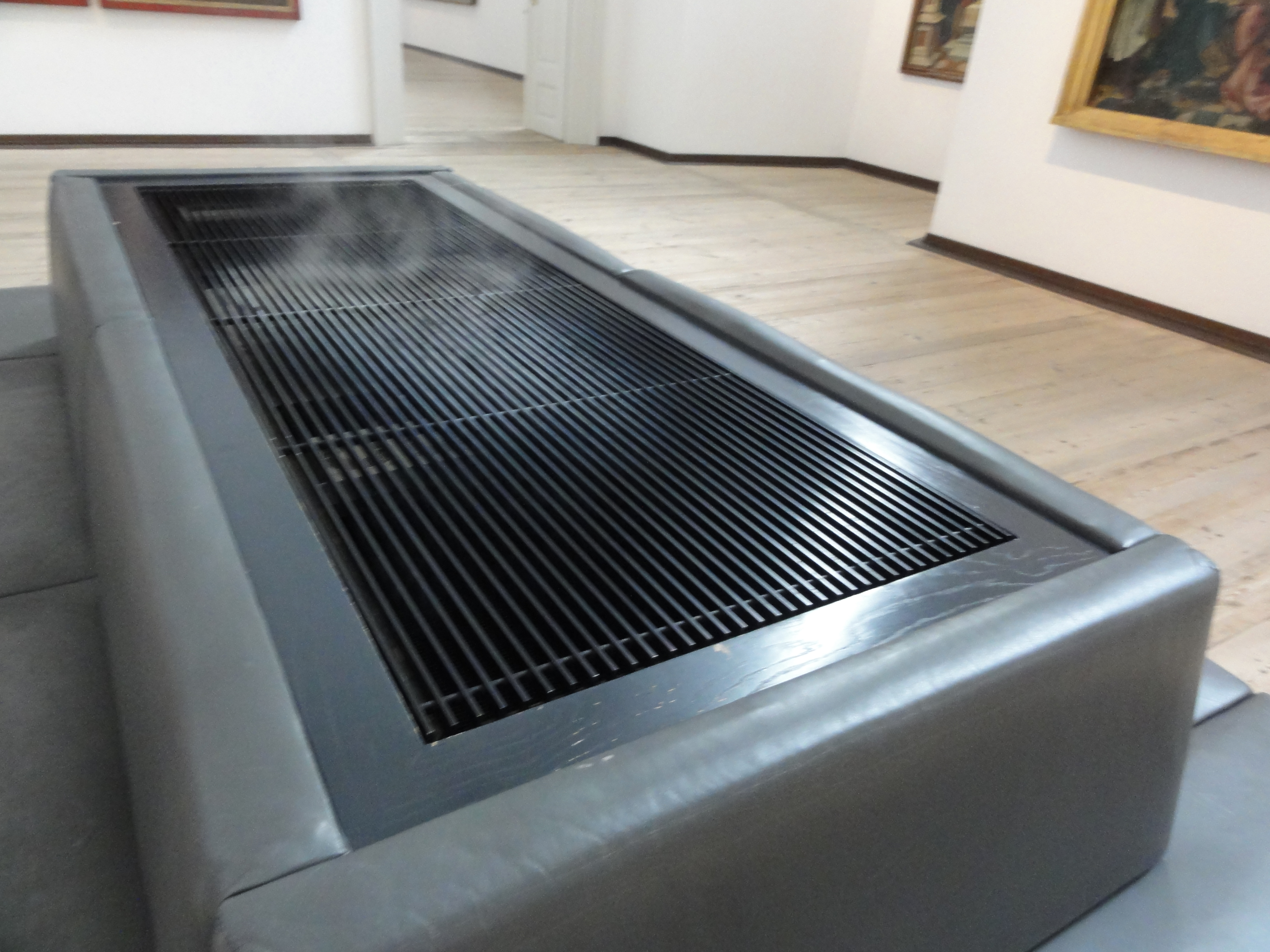
Légnedvesítő egy múzeumban

A légnedvesítő vagy párásító olyan eszköz, amit a levegő nedvességtartalmának növelésére használnak. Kisebb helyiségekben általában kis méretű, víztartállyal rendelkező készüléket használnak. Központi szellőztető rendszerekhez csatlakoztatható változatok is léteznek, de ezek általában nagyobb méretűek. 
A relatív páratartalom fűtési szezonban gyakran lecsökken 40% alá. Ez az alacsony páratartalom kedvezőtlen hatással lehet az emberek egészségére. A túl száraz levegő elősegítheti a légzőrendszeri betegségek kialakulását, de szemirritációt és bőrbetegségeket is okozhat.
Az alacsony nedvességtartalom miatt kiszáradhatnak a fából készült bútorok, hangszerek és padlók. Ezeket a káros hatásokat a levegő nedvesítésével lehet megelőzni. A nedves levegő azonban kedvező a baktériumok számára, ezért különösen oda kell figyelni a szoba tisztaságának fenntartására.
Egészségügyi légnedvesítőket a betegek orrnyálkahártyájának védelme érdekében használnak.

## Típusai

### Gőz párásító
A gőz levegő párásítók felforralják a vizet, utána a keletkező gőzt a szoba levegőjébe engedik.
Főbb jellemzői:
- magas energiafelhasználás
- higiénikus, mert a víz felforralásakor elpusztulnak a baktériumok
- vízkő képződik a készülékben, bizonyos időközönként le kell oldani vízkőoldóval
- ha a szoba hőmérséklete alacsony, lecsapódhat a pára

Két különböző működési elvű készülék létezik:
- Az elektródás párásítóknál két elektróda helyezkedik el a víztartályban, amelyek között áram folyik. Ennek hatására hő keletkezik és felforr a víz. Ezért ezeket a készülékeket nem lehet desztillált vízzel használni, mert nem megfelelő a vezetőképessége.
- A fűtőelemes légnedvesítőknél egy fűtőszál melegíti fel a vizet. A vízben ilyenkor nem folyik áram, ezért desztillált vízzel is lehet használni, a vízkő kialakulásának megelőzése érdekében.

### Párologtató fűtőtestre

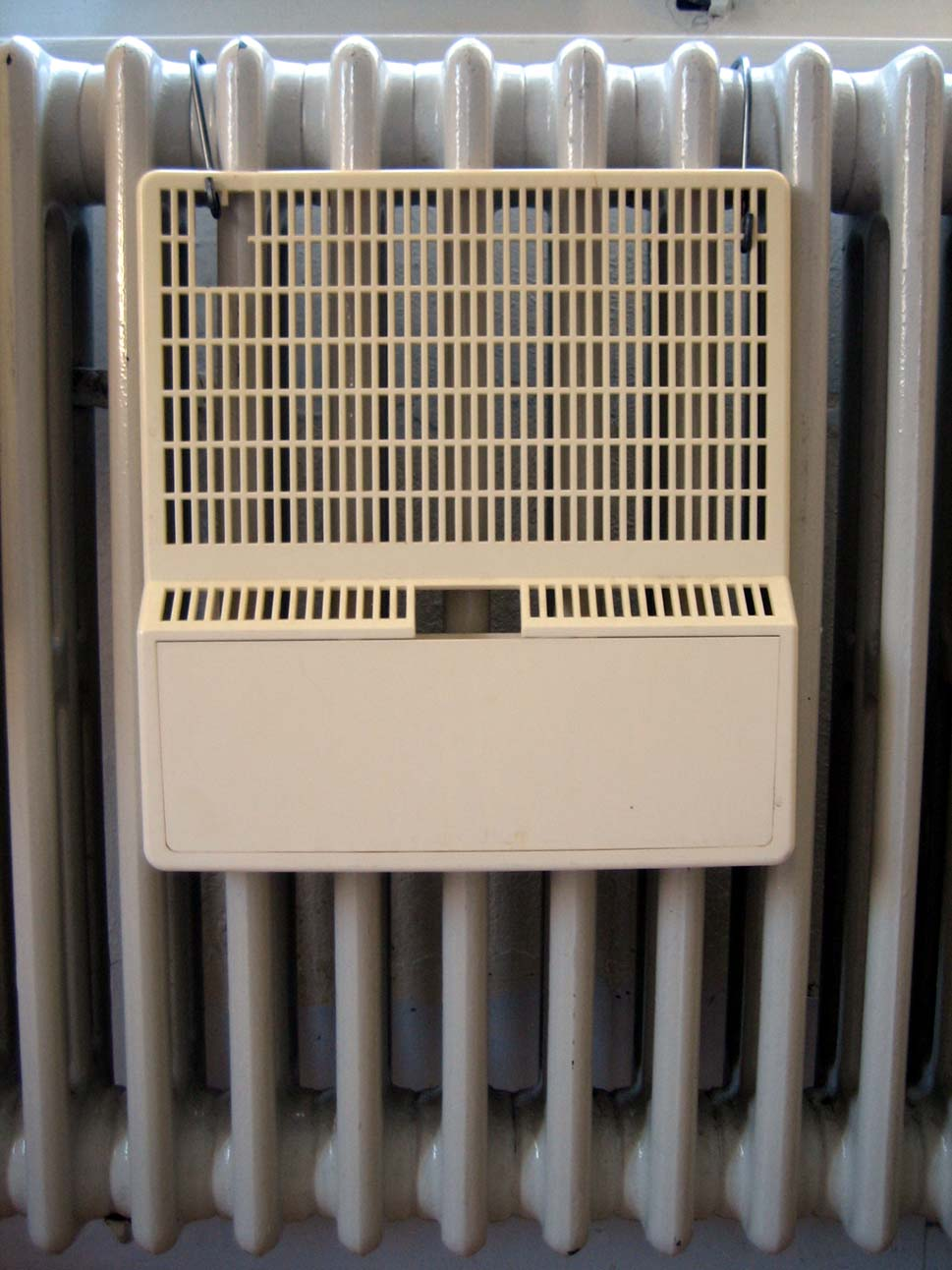
Radiátorra helyezhető párologtató

Radiátorra vagy konvektorra helyezhető légnedvesítőkben szűrőbetétek vagy forgó lemezek segítségével a lehető legnagyobb felületre eloszlatják a vizet, segítve ezzel a párolgást.
Főbb jellemzői:
- alacsony energiafogyasztás
- nincs túlzott párologtatás a természetes szabályozás miatt
- nagyobb helyiségekben is lehet használni, egyes készülékek akár 30 liter vizet is elhasználnak naponta
- rendszeresen fertőtlenítőszert kell a vízhez hozzáadni

### Porlasztós légnedvesítő

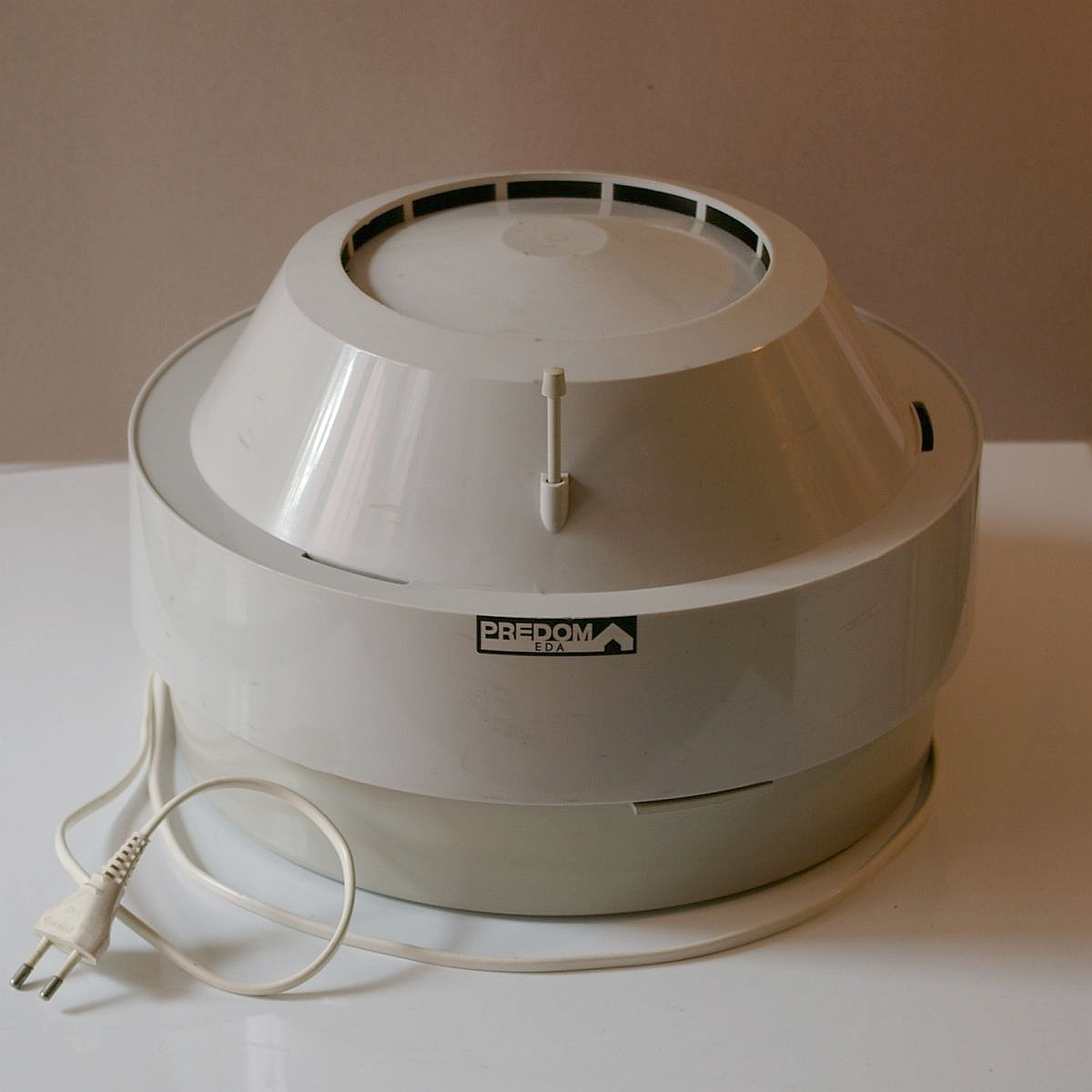
NW-5 típusú vízporlasztó, forgó örvénytárcsával (1977-ben készült, Lengyelországban)

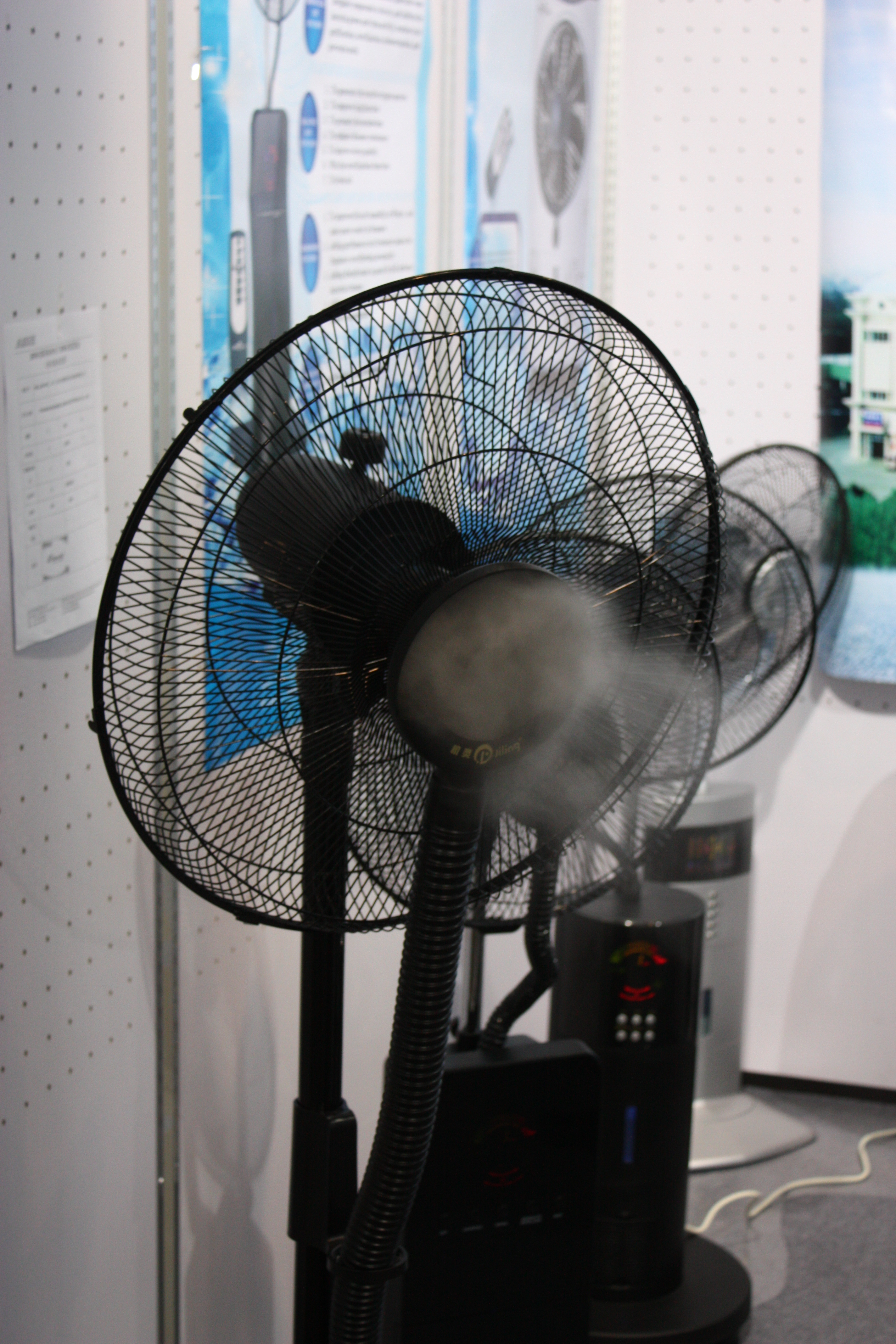
Ventilátor páragenerátorral

Régi porlasztó készülékek a víztartályból érkező vizet forgó örvénytárcsa segítségével egy szűrőn átjuttatták, majd a keletkezett porlasztott vizet a tárcsára rögzített ventilátor lapátokkal kifújták a szoba légterébe.
A mai készülékek ultrahangos porlasztás után ventilátorral juttatják a párát a levegőbe.
Főbb jellemzői:
- alacsony energiafogyasztás
- vízkő rakódhat le a készülékben
- a bakteriális fertőzések elkerülése céljából a víztartály rendszeres tisztítása ajánlott

## Egyszerűbb megoldások
Készülékek használata helyett, szobanövények segítségével is növelhetjük a levegő páratartalmát. A sok vizet igénylő növények, például a zöld liliom javítja a szoba levegőjének minőségét. Nagyobb helyiségekben ez a megoldás nem megfelelő.
Ezenkívül olyan építőanyagok használata ajánlott házak építéséhez, amelyeknek magas a nedvességmegtartó képességük. A modern, alacsonyabb hőmérsékleten működő fűtőberendezések használatakor kevésbé lesz száraz a levegő.

## Fordítás
- Ez a szócikk részben vagy egészben  a   Luftbefeuchter című német Wikipédia-szócikk ezen változatának fordításán alapul.  Az eredeti cikk szerkesztőit annak laptörténete sorolja fel. Ez a jelzés csupán a megfogalmazás eredetét és a szerzői jogokat jelzi, nem szolgál a cikkben szereplő információk forrásmegjelöléseként.